# Dragoslav Avramović
Dragoslav Avramović (serbisch-kyrillisch Драгослав Аврамовић; * 14. Oktober 1919 in Skopje, Jugoslawien; † 26. Februar 2001 in Rockville, Maryland, Vereinigte Staaten) war ein jugoslawischer bzw. serbischer Ökonom und Politiker.

## Leben
Dragoslav Avramović wuchs in Skopje auf und studierte Rechtswissenschaft an der Universität Belgrad. 1956 promovierte er im Fach Ökonomie. Von 1953 bis 1977 war er bei der Weltbank tätig, wo er sich hauptsächlich mit den Staaten Südamerikas und der Karibik sowie der Problem der Staatsverschuldung der Entwicklungsländer beschäftigte. Danach bekleidete er weitere Positionen in internationalen Organisationen.
Von 1994 bis 1996 war er Präsident der Nationalbank der Bundesrepublik Jugoslawien. Mit seiner Währungsreform vom 24. Januar 1994, bei der er den im Verhältnis 1:1 an die Deutsche Mark gekoppelten sogenannten Superdinar einführte, gelang ihm eine Beendigung der Hyperinflation.
Mitte der 1990er-Jahre war er eine der führenden Persönlichkeiten des in Opposition zur Milošević-Regierung stehenden Parteienbündnisses Zajedno (Gemeinsam); nach dem Ende der Regierung Milošević gehörte er kurzzeitig der Übergangsregierung an.